# Nasal bilabial surda
A nasal bilabial surda é um tipo de som consonantal, usado em algumas línguas faladas. O símbolo no Alfabeto Fonético Internacional que representa esse som é ⟨m̥⟩, uma combinação da letra para o nasal bilabial sonoro e um diacrítico indicando ausência de voz. O símbolo X-SAMPA equivalente é m_0.

## Características
- Sua forma de articulação é oclusiva, ou seja, produzida pela obstrução do fluxo de ar no trato vocal. Como a consoante também é nasal, o fluxo de ar bloqueado é redirecionado pelo nariz.
- Seu local de articulação é bilabial, o que significa que está articulado com os dois lábios.
- Sua fonação é surda, o que significa que é produzida sem vibrações das cordas vocais.
- É uma consoante nasal, o que significa que o ar pode escapar pelo nariz, exclusivamente (plosivas nasais) ou adicionalmente pela boca.
- Como o som não é produzido com fluxo de ar sobre a língua, a dicotomia central-lateral não se aplica.
- O mecanismo da corrente de ar é pulmonar, o que significa que é articulado empurrando o ar apenas com os pulmões e o diafragma, como na maioria dos sons.

## Ocorrência
| Lingua                  | Lingua                  | Palavra   | AFI          | Significado         | Notas                                                            |
| ----------------------- | ----------------------- | --------- | ------------ | ------------------- | ---------------------------------------------------------------- |
| Birmanês                | Birmanês                | မှာ         | [m̥à]         | Notíciar            |                                                                  |
| Yup'ik Alascano Central | Yup'ik Alascano Central | pisteḿun  | [ˈpistəm̥un]  | Ao servente         |                                                                  |
| Estoniano               | Estoniano               | lehm      | [ˈlehm̥]      | Vaca                | Alofone de /m/ no final de palavras depois de /t, s, h/.         |
| Francês                 | Francês                 | prisme    | [pχis̪m̥]      | Prisma              | Alofone de /m/.                                                  |
| Hmong                   | Hmong                   | Hmoob     | [m̥ɔ̃ŋ]        | Hmong               |                                                                  |
| Islandês                | Islandês                | hampur    | [ˈham̥pʏr]    | Cânhamo             |                                                                  |
| Jalapa Mazatec          | Jalapa Mazatec          | hma       | [m̥a]         | Preto               | Contrasta com um expresso e um bilabial nasal laringealizado.    |
| Kildin Sami             | Kildin Sami             | лēӎӎьк    | [lʲeːm̥ʲːk]   | Alça                |                                                                  |
| Muscogee                | Muscogee                | camhcá:ka | [t͡ʃəm̥t͡ʃɑːɡə] | Sino                |                                                                  |
| Ucraniano               | Ucraniano               | ритм      | [rɪt̪m̥]       | Rítimo              | Alofone de /m/ no final de palavras depois de consoantes surdas. |
| Washo                   | Washo                   | Mášdɨmmi  | [ˈm̥aʃdɨmmi]  | Ele está escondendo |                                                                  |
| Galês                   | Galês                   | fy mhen   | [və m̥ɛn]     | Minha cabeça        | Ocorre como a mutação nasal de /p/.                              |
| Xumi                    | Inferior                | [Hm̥ɛ̃]     | [Hm̥ɛ̃]        | Medici              | Contrasta com o expresso /m/.                                    |
| Xumi                    | Superior                | [Hm̥ɛ̃]     | [Hm̥ɛ̃]        | Medici              | Contrasta com o expresso /m/.                                    |
| Yi                      | Yi                      | ꂚ Hma    | [m̥a]         | Árvore Cuckoo       |                                                                  |